# Marshallöarna vid världsmästerskapen i friidrott 2009
Marshallöarna deltog vid Världsmästerskapen i friidrott 2009 i Berlin.

## Deltagare

### Herrar
| Gren      | Namn              |
| 100 meter | Phillip Poznanski |